# Dolný Kubín
Dolný Kubín és una ciutat d'Eslovàquia. Es troba a la regió de Žilina, és capital del districte de Dolný Kubín.
Fins al Tractat del Trianon del 1920 la vila s'anomenava Alsókubin i pertanyia al Regne d'Hongria. Es trobava al comtat d'Árva, del qual n'era capital. El seu nom provenia de Jakub, un patrònim eslovac.

## Història
El territori de la vila ja estava habitat des de l'antiguitat. La menció més antiga data del 1235 amb el nom de Kolbin. Fou en aquella època que es desenvolupà la vila. Les traces escrites fan apel·lacions diferents de la població: Kublen el 1314, Kubin el 1315, Also Helben el 1381, Clbin el 1391, Culbyn i Cublyn el 1408-1409... Al segle XVI la vila patí un gran canvi amb la instal·lació d'artesans alemanys. El 1632 Alsókubin rebé l'estatus de ciutat i tingué dret de tenir un mercat. Es convertí en capital del comtat d'Árva el 1683. Al segle xviii Alsókubin tenia l'estatus de ciutat i era un centre artesanal molt important. El 1715 la població ja arribava a les 340 persones, i era coneguda per la seva producció de formatge, oli, lli i cervesa.
La vila patí diversos incendis al llarg dels anys 1834, 1893 i 1895. El 1849 l'exèrcit del comandant Beniczky reprimí els exèrcits revolucionaris eslovacs. El 1872 la primera institució financera, i el 1888 la primera escola de comerç, s'obriren a Alsókubin.

## Demografia
| Godina             | 1994   | 2004   | 2014   | 2024   |
| ------------------ | ------ | ------ | ------ | ------ |
| Nombre de persones | 19.464 | 19.883 | 19.291 | 17.540 |
| Diferència         |        | +2,15% | −2,97% | −9,07% |

| Godina             | 2023   | 2024   |
| ------------------ | ------ | ------ |
| Nombre de persones | 17.600 | 17.540 |
| Diferència         |        | −0,34% |

## Llocs d'interès
- Església catòlica en honor de Caterina d'Alexandria, construïda al segle xiv i renovada en estil neogòtic el 1885-1886. Té un altar del segle xvi.
- Església evangèlica, construïda entre el 1893 i 1894 a l'indret d'una antiga església destruïda durant un incendi.
- L'antic ajuntament, que data del segle xvii en estil barroc, amb l'escut d'armes del comtat d'Árva a la façana. Avui dia l'edifici és un centre cultural.
- El pont de pedra amb columnes sobre l'Orava.